# Ásgeir Ásgeirsson
En aquest nom islandès, el darrer nom és un patronímic, no pas un cognom. La manera de referir-se a aquesta persona és pel nom de pila.
Ásgeir Ásgeirsson (13 maig de 1894 - 15 de setembre de 1972) va ser el segon president de la República d'Islàndia, entre 1952 i el 1968.

## Biografia i trajectòria política
Fill de Ásgeir Eyþórsson (comerciant) i Jensína Bjørg Mathíasdóttir, va realitzar els seus estudis secundaris a Islàndia i, més endavant, Teologia a la Universitat d'Islàndia a Reykjavík, on es va graduar, amb honors, el 1915, i Filosofia a la Universitat de Copenhaguen, a Dinamarca, i a la Universitat d'Uppsala a Suècia, entre 1916 i 1917. Va donar classes al Teachers College a Reykjavík. El 1917 es va casar amb Dóra Þórhallsdóttir (23 de febrer de 1893 - 10 de setembre de 1964). Dóra era la filla d'Þórhallur Bjarnarson, bisbe d'Islàndia 1908-1916. El seu germà era Tryggvi Þórhallsson, que va ser primer ministre d'Islàndia 1927-1932.
Va ser superintendent d'Educació d'Islàndia entre 1927 i 1931 i entre 1934 i 1938. Entre 1938 i 1952 va ser director del Banc de Pesca de Reykjavík. Ásgeir va ser escollit parlamentari pel Partit Progressista en 1923, amb 29 anys. Es va convertir en Ministre d'Hisenda en 1931, i en primer ministre entre 1932 i 1934. Va abandonar el Partit Progressista el 1934, però, va ser reelegit, com a independent, mantenit tal condició durant un temps, fins que es va unir al Partit Socialdemòcrata. Es va mantenir a l'Alþingi (Parlament) fins que va ser elegit president el 1952. Des de 1938 i fins a ser elegit president, va ser el director de Útvegsbanka Íslands, un banc islandès.
Ásgeir va ser escollit com a segon president d'Islàndia en una elecció molt renyida, el 1952, havent estat cridat abans d'hora, a causa de la mort de Sveinn Björnsson, el primer president d'Islàndia. El principal oponent de Ásgeir, Bjarni Jónsson, ministre a la catedral de Reykjavík, va tenir el suport dels partits de govern a Islàndia, el Partit de la Independència i el Partit Progressista. Malgrat tot, Ásgeir va aconseguir rebre el 46,7% dels vots, enfront del 44,1% de Bjarni. El tercer candidat, Gísli Sveinsson, exdiputat pel Partit de la Independència, va aconseguir el 6,0%. Ásgeir va ser reelegit sense oposició en 1956, 1960 i 1964. Poc després del començament del seu quart període, la seva dona, Dora, va morir de leucèmia. El 1968, Ásgeir va decidir no tornar a presentar-se a la reelecció. S'esperava que el seu successor fos Gunnar Thoroddsen, però, partint com el favorit, segons les enquestes d'opinió, va perdre davant de Kristján Eldjárn, que finalment, fou escollit tercer president d'Islàndia.